# Amt Salzungen
Das Amt Salzungen mit dem Klosteramt Allendorf war eine territoriale Verwaltungseinheit, welche zunächst teilweise den Grafen von Henneberg, der Landgrafschaft Thüringen und verschiedenen Hochstiften gehörte. Nach 1577 kam das Amt an verschiedene Ernestinische Herzogtümer, bis es schließlich 1680 an das Herzogtum Sachsen-Meiningen fiel.
Bis zur Verwaltungs- und Gebietsreform des Herzogtums Sachsen-Meiningen im Jahr 1827 und der damit verbundenen Auflösung bildete es als Amt den räumlichen Bezugspunkt für die Einforderung landesherrlicher Abgaben und Frondienste, für Polizei, Rechtsprechung und Heeresfolge.

## Geographische Lage
Das Gebiet des Amts Salzungen mit Allendorf lag beiderseits der mittleren Werra zwischen Thüringer Wald und Rhön.
Die Exklaven Dietlas und Oberellen lagen westlich bzw. nördlich des Amtsgebiets im Herzogtum Sachsen-Eisenach.
Das einstige Amtsgebiet liegt heute im Westen des Freistaats Thüringen und gehört zum Wartburgkreis.

Amt Salzungen in der Grafschaft Henneberg

## Angrenzende Verwaltungseinheiten
| Amt Krayenberg (Herzogtum Sachsen-Eisenach) | Amt Eisenach (Herzogtum Sachsen-Eisenach)                       |                                               |
| Amt Krayenberg (Herzogtum Sachsen-Eisenach) | Kompassrose, die auf Nachbargemeinden zeigt                     | Amt Altenstein (Herzogtum Sachsen-Meiningen)  |
| Herrschaft Lengsfeld                        | Amt Frauenbreitungen und Amt Sand (Herzogtum Sachsen-Meiningen) | Exklave Barchfeld der Herrschaft Schmalkalden |

## Geschichte

### Herren von Frankenstein
Das mittlere Werratal wurde im Hochmittelalter als Mark Breitungen bezeichnet. Es war das Zentrum eines ausgedehnten königlichen Güterkomplexes, der durch Kaiser Heinrich II. der Abtei Hersfeld übergeben wurde. Zum Schutz der Breitunger Klöster und der sie umgebenden Mark wurde eine Seitenlinie der Grafen von Henneberg bestimmt, deren Stammvater Poppo II. von Henneberg († 1118) war. Der Stammsitz dieser Nebenlinie, die Burg Frankenstein östlich von Salzungen, wurde 1137 erstmals (indirekt) erwähnt, als sich Poppos Sohn Ludwig I. von Frankenstein (* vor 1131; † nach 1164) nach dieser Burg nannte. Seit diesem Jahr findet sich das erbliche Lehnsverhältnis über Salzungen bei den Herren von Frankenstein. Als Ministerialen des Klosters Hersfeld waren sie für Verwaltung und Rechtsprechung im Gebiet Salzungens zuständig. 1265 stifteten die Herren von Frankenstein das Kloster Allendorf.
Die Versuche der Frankensteiner, sich gegen die stärksten Mächte in der Region – das Kloster Fulda und die Thüringer Landgrafen – durchzusetzen, führten zu ihrem Niedergang. 1265 wurde die Burg Frankenstein von Abt Bertho II. von Fulda belagert und teilweise zerstört, 1295 gelang dies ebenfalls König Adolf von Nassau, wobei die Burg wohl erneut schwer beschädigt wurde. Die Frankensteiner waren nicht in der Lage, ihre verödete Stammburg wiederaufzubauen. Sie verließen die Burg und siedelten nach Salzungen über. Durch die kriegerischen Verwicklungen und Eroberungen geschwächt und hoch verschuldet, mussten die Frankensteiner in den Jahren 1306, 1311 und 1317 die eine ideelle Hälfte des Amts Salzungen mit der Stadt Salzungen und den Dörfern Witzelroda, Möhra, Immelborn, Langenfeld, Leimbach, Wildprechtroda, Übelroda und den Sorghöfen an die Abtei Fulda verkaufen. Den anderen Teil überließen sie im „Frankensteiner Verkaufsbrief“ von 1330 dem Grafen Berthold VII. von Henneberg-Schleusingen.

### Salzungen unter einer Doppelherrschaft
Da die Landesherrschaft über Salzungen seit 1330 geteilt war, gab es nunmehr zwei Amtleute. Der Henneberg-Schleusinger Anteil fiel nach 1400 auf nicht geklärte Weise an das Kurfürstentum Sachsen der Wettiner, bei dem er seitdem verblieb. 1485 kam dieser bei der Leipziger Teilung der wettinischen Lande zum ernestinischen Kurfürstentums Sachsen.
Das Kloster Allendorf unterstand dem Abt von Fulda. 1366 kam das Kloster, zu dessen Gebiet Kloster Allendorf, Dorf Allendorf, Ettmarshausen, Kaltenborn, Hermannsroda, Gräfendorf, Nitzendorf, Neuendorf, Moorhof, Hüttenhof, Röhrigshöfe, die Rohnhöfe und der Grundhof gehörten, unter die Vogtei der Landgrafen von Thüringen.
Die fuldische Hälfte von Salzungen hatten die Wettiner, welche nach dem Aussterben der Ludowinger 1247 in den Besitz der Landgrafschaft Thüringen kamen und diese bis 1440 vollständig in ihre Verwaltungsstrukturen integrierten, zusammen mit dem Lichtenberg bereits 1366 durch Pfandschaft an ihr Haus gebracht. Sie versetzten aber beide im Jahr 1409 an das Erzstift Mainz, welches sie wiederum 1423 dem Hochstift Würzburg überließ. 1433 kamen sie von diesem als Pfand an die Grafschaft Henneberg-Aschach(-Römhild), welche die Ämter schließlich 1459 und 1501 kaufte. Durch eine Erbteilung der Grafschaft Henneberg-Aschach(-Römhild) im Jahr 1468 gelangte die ehemals fuldische Hälfte Salzungens an den „Römhilder Teil“ unter Graf Friedrich II. von Henneberg-Aschach († 1488).
1524 wurde in Salzungen die Reformation eingeführt. Ein Jahr später schlossen sich Bürger der Stadt im Bauernkrieg dem Werrahaufen, einem 8000 Mann starken Trupp aus dem oberen Werragebiet, an. Der Aufstand zielte im Salzunger Amt auf die Beseitigung der Klosterherrschaft. Hierbei wurden die Klöster in Allendorf und Frauensee und das Schloss Wildprechtroda verwüstet und eine Entmachtung der Pfännerschaft (Eigentümer der Salzsiedehütten) eingeleitet. Nach der Niederlage der aufständischen Bauern hatten sich in Salzungen die alten Machtstrukturen wiederhergestellt, allerdings wurde der umfangreiche Klosterbesitz nun vom wettinischen Landesherren konfisziert. Sie säkularisierten 1528 das Kloster Allendorf und setzten den letzten Propst als weltlichen Verwalter der Klosterbesitzungen ein. Das nun entstandene „Klosteramt Allendorf“ mit 15 Orten wurde mit der sächsischen Hälfte von Salzungen vereint und ging schließlich 1645 ganz im Amt Salzungen auf.
Der Henneberg(-Aschach)-Römhilder Teil von Salzungen kam bei einer Erbteilung unter den Enkelsöhnen von Friedrich II. von Henneberg-Aschach im Jahr 1532 an Albrecht von Henneberg–Schwarza. Mit dessen Tod im Jahr 1549 erlosch die Linie Henneberg-Schwarza. Dabei kam diese Hälfte von Salzungen als Wittum an Graf Albrechts Witwe, Katharina von Stolberg. Nach deren Tod im Jahr 1577 fiel dieses Erbe an die Grafen von Stolberg. Wegen einer Stolbergischen Passivschuld wurde der Henneberg-Aschacher Teil von Salzungen durch Herzog Johann Casimir von Sachsen-Coburg im gleichen Jahr in Zwangsverwaltung (Sequestration) genommen. Die vollständige Vereinigung beider Amtsteile erfolgte aber erst nach einem langwierigen Streit im Jahr 1657, nachdem die Grafen von Stolberg ihren Anteil an Herzog Ernst von Sachsen-Gotha abgetreten hatten.

### Das Amt Salzungen als Teil der Ernestinischen Herzogtümer
Der sächsisch-ernestinische Anteil von Salzungen kam bei der Erfurter Teilung im Jahr 1572 an Herzog Johann Friedrich den Mittleren. Dessen Söhne erhielten das Herzogtum Sachsen-Coburg-Eisenach, welches sie 1596 aufteilten, wobei der das Amt Salzungen mit Allendorf an Herzog Johann Ernst von Sachsen-Eisenach fiel. 1625 versuchte die Abtei Fulda aufgrund der Verkaufsurkunde von 1366, das Amt Salzungen mit kaiserlicher Hilfe zurückzugewinnen. Die Verhandlungen verliefen sich in den Wirren des Dreißigjährigen Krieges.
Das Herzogtum Sachsen-Eisenach wurde nach Johann Ernsts Tod 1638 wiederum aufgeteilt, sodass Salzungen zum Herzogtum Sachsen-Weimar kam. Bereits 1641 wurde Sachsen-Weimar wieder geteilt und das Amt Salzungen kam an das Herzogtum Sachsen-Eisenach unter Herzog Albrecht. Nach dessen Tod im Jahr 1644 wurde Sachsen-Eisenach hälftig zwischen Sachsen-Gotha und Sachsen-Weimar geteilt, wobei Salzungen zu Sachsen-Gotha kam. Nachdem letzteres im Jahre 1680 in sieben Herzogtümer zerteilt wurde, war das Amt Salzungen bis zum Ende seines Bestehens Teil des Herzogtums Sachsen-Meiningen.
Das Amt Salzungen mit seinem Amtssitz auf der Schnepfenburg bildete einst die nördlichste Peripherie des Fränkischen Reichskreis.

Seit der Vereinigung beider Salzunger Amtsteile war nur noch ein Amtmann für die Verwaltung zuständig. Ihm stand bis zum Ende des 17. Jahrhunderts ein Amtsschreiber (Amtsrichter) zur Seite. Darüber hinaus hatte das Amt seit 1692 einen Oberamtmann. An adligen Niedergerichten hatten sich im Laufe des 14. Jahrhunderts die Buttlarschen Gerichte in Wildprechtroda, Dietlas und Übelroda und das Hansteinsche Gericht in Oberellen gebildet.
In den Jahren 1714, 1723, 1735 und 1803 stellte die Abtei Fulda teilweise mit Unterstützung des Reichshofrates den Antrag auf Rückkauf des Amtes Salzungen unter Berufung auf das in der Urkunde von 1366 festgeschriebene Wiederkaufsrecht. Der dazu vorgelegte Kaufbrief von 1366 wurde von den Herzögen von Sachsen nicht anerkannt und 1726 mit einer Gegenschrift von sächsischer Seite beantwortet.
Im Rahmen der Neuorganisation des Meininger Unterlandes wurde 1827 das alte Amt Salzungen aufgelöst. Justiz und Verwaltung, die bisher in einer Hand lagen, wurden getrennt. Verwaltungsmäßig kam das Salzunger Gebiet an das neuerrichtete Kreisamt Frauenbreitungen, während in Salzungen ein Justizamt verblieb. Bereits 1829 wurde das Kreisamt Frauenbreitungen wieder aufgelöst und in die beiden Verwaltungsämter Wasungen und Salzungen geteilt, wobei die Ämter Salzungen, Altenstein mit Liebenstein und Frauenbreitungen zu letzterem zusammengefasst wurden. Die Rechtsprechung wurde dem Kreisgericht Meiningen unterstellt.
Bei einer strukturellen Neuordnung des Herzogtums Sachsen-Meiningen im Jahr 1868 wurde das Verwaltungsamt Salzungen aufgelöst und mit anderen Verwaltungsämtern des Meininger Unterlands dem neu gegründeten Landkreis Meiningen angegliedert.

## Zugehörige Orte

### Amt Salzungen
Städte
- Salzungen

Dörfer
- Dietlas  (Exklave) (Tuttelins)
- Hohleborn
- Immelborn (früher auch: Memelsbrunn, Amalienborn)
- Langenfeld
- Leimbach
- Möhra
- Oberellen (Exklave)
- Übelroda
- Wildprechtroda
- Witzelroda

Schlösser und Burgen
- Burg Frankenstein
- Schloss Schnepfenburg in Salzungen (Amtssitz)
- Schloss Feldeck bei Dietlas; im Besitz der Familie von Buttlar
- Schloss Leimbach; im Besitz der Familie von Buttlar
- Schloss Oberellen; im Besitz der Familie von Hanstein
- Schloss Wildprechtroda; im Besitz der Familie von Buttlar-Wildprechtroda

Höfe
- Clausberg in der Exklave Oberellen
- Frommeshof in der Exklave Oberellen
- Hütschhof in der Exklave Oberellen
- Sorghöfe (Ober- und Unterhof)

Wüstungen
- Dachsberg in der Exklave Oberellen
- Hauenhof (Huwindorf) bei Immelborn
- Hornseigen (Villa Hurningeshegin)
- Nanchendorf (Nanthindorf) bei Langenfeld
- Vaccarda
- Zeulroda

### Klosteramt Allendorf
Dörfer
- Dorf Allendorf
- Kloster Allendorf
- Ettmarshausen (früher auch: Hetmershusen, Ottmarshausen)
- Gräfendorf
- Kaltenborn
- Neuendorf
- Nitzendorf

Klöster
- Kloster Allendorf

Höfe
- Grundhof
- Hermannsroda
- Hüttenhof
- Moorhof
- Röhrigshof (Ober- und Unterhof)
- Rohnhöfe (Oberrohn und Mittelrohn); Oberrohn war seit 1736 im Besitz des Landgrafen von Hessen-Philippsthal-Barchfeld

## Salzunger Amtleute und weitere Verwalter
Oberamtleute
- Eusebius Andreas Hattenbach (1692–1710)
- Konrad Reinhard von Wechmar (1715–1724)
- Georg Albrecht von Wechmar (1749–1768)

Amtleute
- Gottfried Wilhelm (1677–1685)
- Johann Gabriel Großgebauer (1685–1719)
- Johann Siegmund Großgebauer (1719–1727)
- Johann Otto Sulzberger (1727–1735)
- Johann Adam Clem (1735–1748)
- Johann Heinrich Hofmann, Amtsadjunkt (1748–1754)
- Wolfgang Emanuel Volkhardt (1784–1791)
- Johann Heinrich Gottlieb Herrmann (1791–1822)
- Georg Anton Otto (1822–1827)

Amtsrichter
- Johann Volkhardt (1679–1693)
- Brand (1693–??)

Amtsschreiber
- Johann Lorenz Milz (1715–1733)

Amtssekretäre
- Johann Christoph Gundelach (Aktuar 1778–91; 1778–1800)
- Johann Heinrich Gottlieb Melzheimer (Aktuar 1800–1808)
- Georg Anton Otto (1808–1822)
- Friedrich Emil Traugott Keyßner (1822–1826)
- Karl Ludwig (1826–1827)

Justizamtmann des Justizamts Salzungen (1827–1829)
- Georg Anton Otto (1827–1829)

Justizamtssekretär des Justizamts Salzungen (1827–1829)
- Karl Ludwig (1827–1829)